# Болё, Бернар Луи
Бернар Луи Болё (фр.  Bernard Louis Beaulieu, 8 октября 1840 года, Лангон, Франция — 7 марта 1866 года, Корея) — святой Римско-Католической Церкви, священник и мученик. Член миссионерской организации «Парижское общество заграничных миссий».

## Биография
Родился 8 октября 1840 года в селе Лангон, Франция. С раннего детства участвовал в католических богослужениях. В октябре 1849 года по рекомендации местного священника поступил в начальную семинарию в Бордо. С 1857 года продолжил богословское образование в высшей духовной семинарии. Во время учёбы познакомился с миссионером из «Парижского общества заграничных миссий». Вдохновлённый его миссионерской деятельностью в Китае, перевёлся в августе 1863 года семинарию этой миссионерской организации. 21 мая 1864 года был рукоположен в священника и в июне этого же года отправился на миссию в Корею, куда прибыл 27 мая 1865 года. Служил под руководством епископа Симеона Бернё. Во время гонений на христиан епископ Симеон Бернё отослал всех священников в безопасные места для укрытия. Луи Болё скрывался в деревне, где проживал священник Пьер Дорье, который стал помогать ему в изучении корейского языка и культуры. Через некоторое время епископ Симеон Бернё послал Луи Болё на миссию в Кванджу. Арестован 27 февраля 1866 года во время путешествия в Кванджу. В тюрьме подвергался пыткам. Казнён 7 марта 1866 года.

## Прославление
Был беатифицирован 6 октября 1968 года Римским Папой Павлом VI и канонизирован 6 мая 1984 года Римским Папой Иоанном Павлом II вместе с группой 103 корейских мучеников.
День памяти в Католической Церкви — 20 сентября.